# Kingdom Hearts χ
Kingdom Hearts χ is een computerspel dat is ontwikkeld en uitgegeven door Square Enix. Het actierollenspel is onderdeel van de spelserie Kingdom Hearts en verscheen voor het eerst als browserspel in Japan op 18 juli 2013. Versies voor Android en iOS kwamen in Japan uit op 3 september 2015, de VS op 7 april 2016 en in Europa op 16 juni 2016. Ten slotte verscheen een versie voor Amazons Fire OS op 29 januari 2019.
Het browserspel werd beëindigd op 1 september 2016.

## Naamgeving
Een versie voor Android en iOS verscheen onder de titel Kingdom Hearts Unchained χ. In april 2017 werd de titel hernoemd naar Kingdom Hearts Union χ en opnieuw in juni 2020 naar Kingdom Hearts Union χ Dark Road.

## Beschrijving
Het is het achtste deel in de spelreeks en werd mede ontwikkeld door Success en BitGroove als online browserspel. Het spel werd aangekondigd tijdens de Tokyo Game Show op 20 september 2012 en kreeg in februari 2013 zijn definitieve titel.
De gameplay is gericht op het succesvol navigeren van de hoofdpersonages door Disney-geïnspireerde werelden, waarbij men in teamverband tegen vijanden moet vechten.

## Ontvangst
| Recensiescore       | Recensiescore |
| Recensieverzamelaar | Score         |
| ------------------- | ------------- |
| Metacritic          | 70% (iOS)     |
| Publicist           | Score         |
| TouchArcade         | 3/5 (iOS)     |
| Jeuxvideo           | 70% (iOS)     |

Het spel ontving na uitgave positieve recensies en heeft op verzamelwebsite Metacritic een score van 70% voor de iOS-versie. Men prees de eenvoudige leercurve, graphics en muziek, maar kritiek was er op de gameplay van het spel.